# Allactoneura cincta
Allactoneura cincta är en tvåvingeart som beskrevs av de Meijere 1907. Allactoneura cincta ingår i släktet Allactoneura och familjen svampmyggor. Inga underarter finns listade i Catalogue of Life.